# 2 Girls 1 Cup
2 Girls 1 Cup (Дві дівчини і одна чашка або 2G1C) — неофіційна назва короткометражного рекламного ролика до бразильського порнографічного фільму Hungry Bitches, створеного в 2007 році компанією MFX-Media. Відео зображує інтимні фетишистські взаємини між двома дівчинами-подругами, які спочатку цілуються й по черзі здійснюють акти дефекації. Потім вони лижуть випорожнення і намагаються їх з'їсти. Викликаючи у себе блювотний рефлекс, актриси збльовують одна одній в рот (еметофілія).
Трейлер виконується під музику Ерві Роя «Lovers Theme» і триває близько 1 хвилини. Відео швидко здобуло поширення серед користувачів Інтернету, викликавши у глядачів шок, більшість з яких ніколи до цього не стикалися з подібним аморальним контентом. З середини жовтня 2007 року у сайти для відеообміну, зокрема YouTube, були завантажені відео з реакціями осіб, які переглянули цей трейлер вперше.

## Виробництво
Залишається невідомим, як саме були створені графічні сцени у відео. Багато хто[хто?] припускає, що видимі випорожнення складаються з суміші харчових речовин, таких як шоколад, кава та арахісова паста. Відповідно до однієї із теорій, жінка перед введенням суміші очистила кишечник. Її пряма кишка відразу ж вивергнула вміст, створюючи видимість дефекації. Дехто[хто?] припускає, що блювота є справжньою, але випущеною до досягнення шлунку, і тому не містить шлункових соків.
У відеоролику більша частина блювоти не потрапляє в рот іншого актора. Інші глядачі переконані, що всі ці сцени були створені з використанням методів сучасної комп'ютерної графіки. Теорія з харчовою сумішшю має підтвердження і від автора фільму, який заявив, що «вже робив фетиш-фільми з випорожненнями/фекаліями з використанням шоколаду замість фекалій. Багато хто з акторів знімаються в подібних фільмах, але вони не погоджуються їсти фекалії».

## Передумови
Відео створене під режисерством бразильського дистриб'ютора і порнографа Марка Антоніо Фіоріто (народився 1 липня 1971, в Сан-Паулу), який характеризує себе як «компульсивний фетишист».
Фіоріто почав займатися фільмами для дорослих в 1994 році, а в 1996 разом зі своєю дружиною Джоелмою Бріто, яка використовує художній псевдонім Летісія Міллер, почав займатися фетишистським кінобізнесом. Незабаром він перейшов і до копрофагії. Фільм «Hungry Bitches» і трейлер до нього випущений MFX Video, однією з декількох компаній, що належать Фіоріто.
Влада Сполучених Штатів затаврувала деякі стрічки вищезгаданого режисера як непристойні і пред'явила звинувачення проти Данила Кроче, бразильського адвоката, що живе у Флориді і представляє інтереси компанії, що розповсюджує фільми Фіоріто в США. Екстравагантний постановник зазначив, що зупинив би продаж власних фільмів, якби знав про незаконність їх продажі.